# Edward Frieman
Edward Allan Frieman (* 19. Januar 1926 in New York City; † 11. April 2013 in La Jolla) war ein US-amerikanischer Physiker, der sich vor allem mit Plasmaphysik beschäftigte.
Frieman studierte an der Columbia University (Bachelorabschluss 1946) und am Polytechnic Institute of New York University (Brooklyn Polytechnikum), wo er 1948 seinen Masterabschluss in Physik machte und 1951 promoviert wurde. Ab 1945 war er Instructor in Physik an der Princeton University. 1952 wurde er Wissenschaftler am Projekt Matterhorn (Kernfusionsexperimente mit magnetischen Einschluss) der Princeton University, dessen Theorie-Gruppe er ab 1954 leitete. 1961 wurde er im Anschluss Leiter der Theoriegruppe im Plasma Physics Laboratory der Princeton University. 1964 bis 1979 war er dessen stellvertretender Direktor.
1961 wurde er Professor für Astrophysik an der Princeton University. 1979 bis 1981 war er Assistant Secretary und Direktor der Abteilung Energieforschung im DOE. 1981 bis 1986 war er Executive Vice President der Science Applications International Corporation, deren Senior Vice President er ab 1996 war.
1986 bis 1996 war er Direktor der Scripps Institution of Oceanography in San Diego und gleichzeitig Vice Chancellor Marine Science der University of California, San Diego, wo er außerdem seit 1996 Professor war.
Er war 1953 bis 1964 Berater des Los Alamos National Laboratory und war 1960 bis 1979 Mitglied der JASON Defense Advisory Group. Ab 1987 war er im Auswahlkomitee des Standorts für den Superconducting Super Collider. 1981 bis 1989 war er stellvertretender Vorsitzender des wissenschaftlichen Beratergremiums für den US-Präsidenten (White House Science Council).
1981 wurde er Mitglied der National Academy of Sciences. Er war Fellow der American Philosophical Society und der American Physical Society, deren Richtmyer Award er erhielt. Er erhielt die Distinguished Service Medal des DOE und 2002 erhielt er den James-Clerk-Maxwell-Preis für Plasmaphysik für Beiträge zur Theorie magnetisch eingeschlossener Plasmen, einschließlich grundlegender Arbeiten zur Formulierung des MHD-Energie-Prinzips und über lineare und nichtlineare gyrokinetische Theorie als wesentliche Grundlage für die Analyse von Mikroinstabilitäten und Transport in Plasmen.